# PHPT1
PHPT1 (англ. Phosphohistidine phosphatase 1) – білок, який кодується однойменним геном, розташованим у людей на короткому плечі 9-ї хромосоми. Довжина поліпептидного ланцюга білка становить 125 амінокислот, а молекулярна маса — 13 833.
| 10         |  | 20         |  | 30         |  | 40         |  | 50         |
| ---------- |  | ---------- |  | ---------- |  | ---------- |  | ---------- |
| MAVADLALIP |  | DVDIDSDGVF |  | KYVLIRVHSA |  | PRSGAPAAES |  | KEIVRGYKWA |
| EYHADIYDKV |  | SGDMQKQGCD |  | CECLGGGRIS |  | HQSQDKKIHV |  | YGYSMAYGPA |
| QHAISTEKIK |  | AKYPDYEVTW |  | ANDGY      |  |            |  |            |

A: Аланін

C: Цистеїн

D: Аспарагінова кислота

E: Глутамінова кислота

F: Фенілаланін

G: Гліцин

H: Гістидин

I: Ізолейцин

K: Лізин

L: Лейцин

M: Метіонін

N: Аспарагін

P: Пролін

Q: Глутамін

R: Аргінін

S: Серин

T: Треонін

V: Валін

W: Триптофан

Кодований геном білок за функціями належить до гідролаз, протеїн-фосфатаз. 
Задіяний у таких біологічних процесах, як ацетилювання, альтернативний сплайсинг. 
Локалізований у цитоплазмі.